# Cneo Cornelio Léntulo (cónsul 97 a. C.)
Cneo o Gneo Cornelio Léntulo  fue un político romano del siglo I a. C. miembro de los Cornelios Léntulos, una rama patricia de la gens Cornelia. Fue hijo o nieto del consular Cneo Cornelio Léntulo y padre adoptivo de Cneo Cornelio Léntulo Clodiano. Alcanzó el consulado en el año 97 a. C.